# Kuzmînți, Bar
Kuzmînți (în ucraineană Кузьминці) este localitatea de reședință a comunei Kuzmînți din raionul Bar, regiunea Vinnița, Ucraina.

## Demografie
Componența lingvistică a localității Kuzmînți
     Ucraineană (98,85%)
     Rusă (1,05%)
Conform recensământului din 2001, majoritatea populației localității Kuzmînți era vorbitoare de ucraineană (98,85%), existând în minoritate și vorbitori de rusă (1,05%).